# Förby
Koordinaten: 59° 0′ N, 23° 9′ O
Förby (deutsch Förbi, estlandschwedisch Ferbe) ist ein Dorf (estnisch küla) in der Landgemeinde Vormsi (Vormsi vald) im Kreis Lääne. Der Ort liegt im Westen der viertgrößten estnischen Insel Vormsi (deutsch Worms, schwedisch Ormsö).

## Beschreibung
Der Ort wurde erstmals 1540 unter dem Namen Voerbu urkundlich erwähnt. 1565 wurde er als Förbi bzw. Ferby bezeichnet.
Förby hat heute nur noch fünf Einwohner (Stand 31. Dezember 2011). Der Ort war bis zum Zweiten Weltkrieg wie alle Dörfer Vormsis mehrheitlich von Estlandschweden besiedelt.
Der Ort liegt direkt an der Ostsee, an der Meerenge zwischen den Inseln Vormsi und Saaremaa, dem Hari kurk (deutsch Moon-Sund). Zum Gebiet des Dorfes gehört auch die Insel Harilaid, etwa vier Kilometer südwestlich von Förby.